# Margaret de Clare, contessa di Gloucester
Margaret de Clare (Tonbridge Castle, 12 ottobre 1293 – Chebsey, 9 aprile 1342) è stata una nobile britannica.

## Biografia
Margaret era la figlia di Gilberto di Clare, VII conte di Gloucester, e di sua moglie, Giovanna Plantageneta, figlia di Edoardo I d'Inghilterra. 

## Matrimoni

### Primo Matrimonio
Sposò, il 7 novembre 1307, Pietro Gaveston favorito di suo zio Edoardo II d'Inghilterra. All'epoca delle nozze Margaret aveva quattordici anni e Gaveston ventitré e secondo la cronaca anonima Vita Edwardi Secundi le nozze furono volute da Edoardo per rafforzare la posizione a corte del proprio prediletto. Il matrimonio fu celebrato con uno sfarzoso torneo che si tenne al Wallingford Castle, ma l'unione fra un uomo di non così nobili natali e un membro della famiglia reale fu malvisto dalla nobiltà che reagì con un'ondata di sdegno.
I due insieme ebbero una figlia, Joan Gaveston che nacque il 12 gennaio 1312. Si dice che la coppia ebbe un'altra figlia di nome Amy, che nacque intorno al 1310, ma non vi sono valide prove per sostenere la sua esistenza. Alcune voci volevano che Amy fosse nata da un'illecita relazione di Gaveston con una damigella di corte, ma poiché i documenti la citano esplicitamente come figlia sua e di Margaret non vi sono prove a sostegno di questa tesi.
Edoardo indisse grandi festeggiamenti per la nascita della piccola, ma solo sei mesi dopo Gaveston venne giustiziato lasciando Margaret vedova e con una figlia a carico, i diritti della sua dote quale contessa di Cornovaglia vennero messi in dubbio e per questo Edoardo le assegnò invece il castello di Oakham insieme ad altre terre. Nel 1316 Margaret si unì alla famiglia reale nel viaggio che andò da Londra a York.

### Secondo Matrimonio
Il padre di Margaret morì alla Battaglia di Bannockburn e sia lei che le sorelle Elisabetta de Clare ed Eleonora de Clare ricevettero la loro quota di eredità, ella diventò quindi erede di vaste proprietà situate nel Gloucestershire e suo zio le organizzò le nozze con un altro dei suoi favoriti, Ugo de Audley, I conte di Gloucester. I due si sposarono il 28 aprile 1317 presso il Castello di Windsor. Fra il gennaio 1318 e l'aprile 1320 nacque la loro unica figlia, Margaret de Audley (1318-1347/1351).
Fra il 1313 e il 1316 Margaret fu High Sheriff per la contea di Rutland.

## Guerra contro Despenser
Margaret e il marito furono vittime del cognato, marito di sua sorella Eleonora, Ugo Despenser il Giovane, un altro dei favoriti di suo zio, tanto che gran parte della sua eredità le venne portata via. Nel 1321 suo marito, insieme ad altri baroni, si mosse per razziare e mettere a ferro e fuoco le terre dei Despenser dando l'avvio a quella che diventerà nota come Guerra dei Despenser. Ugo venne catturato un anno dopo a seguito della Battaglia di Boroughbridge e scampò alla morte solo grazie alle preghiere della moglie.
Ugo venne comunque fatto prigioniero e Margaret poco dopo fu mandata al Priorato di Sempringham dove rimase fino al 1326 quando entrambi vennero rilasciati.

## Contessa di Gloucester
Ugo e Margaret si riunirono qualche volta nel 1326. 
Dieci anni dopo la loro figlia venne rapita da Ralph Stafford, I conte di Stafford, Margaret e il marito si rivolsero a suo cugino, Edoardo III d'Inghilterra, ma egli appoggiò Stafford ed il loro conseguente matrimonio e per placarli creò Ugo conte di Gloucester.
Margaret morì il 9 aprile 1342 e venne sepolta al Priorato di Tonbridge nel Kent.